# Ganglionski blokator
Ganglionski blokator (ili ganglioplegik) je tip leka koji inhibira postganglionu transmisiju, prvenstveno delujući kao nikotinski antagonist.
Pošto ganglionski blokatori blokiraju parasimpatički nervni sistem i simpatički nervni sistem, dejstvo tih lekova zavisi od dominantnog tona u sistemu organa.

## Primeri
Prvi ganglionski blokator u kliničkoj primeni je bio tetraetilamonijum, mada je ubrzo bio zamenjen boljim lekovima.
Drugi primeri su heksametonijum, pentolinijum, mekamilamin, trimetafan, i pempidin, kao i
- benzoheksonijum
- hlorisondamin
- pentamin

## Upotreba
Ganglionski blokator se ređe koriste u današnje vreme zato što su selektivnihi agensi postali dostupni. Međutim, oni još uvik nalaze primenu u pojedinim hitnim situacijama, kao što je aortna disekcija ili autonomna disrefleksija.